# Michael Marletta
Michael Marletta (Rochester, 1951) è un biochimico statunitense.

## Biografia
Marletta è nato a Rochester, nello stato di New York, figlio di immigrati italiani. Precedentemente professore di chimica biologica all'Università della California a Berkeley, dove per anni è stato direttore del dipartimento di chimica, nel 2012 ha assunto il suo ruolo di presidente e amministratore delegato dello Scripps Research Institute, succedendo a Richard Lerner, dove è anche professore di chimica.
Marletta è conosciuto soprattutto per i suoi studi sull'acido nitrico: questo acido è tossico ma grazie agli studi di Marletta si è scoperto che, in quantità molto piccole, è presente nelle cellule e svolge importanti ruoli come sensore biologico. È membro della National Academy of Sciences dal 2006.